# Tayaran Jet
Tayaran Jet est une compagnie aérienne charter dont le siège se trouve en Bulgarie. Elle appartient au groupe Tayaran Holding Ltd basé à Malte. 

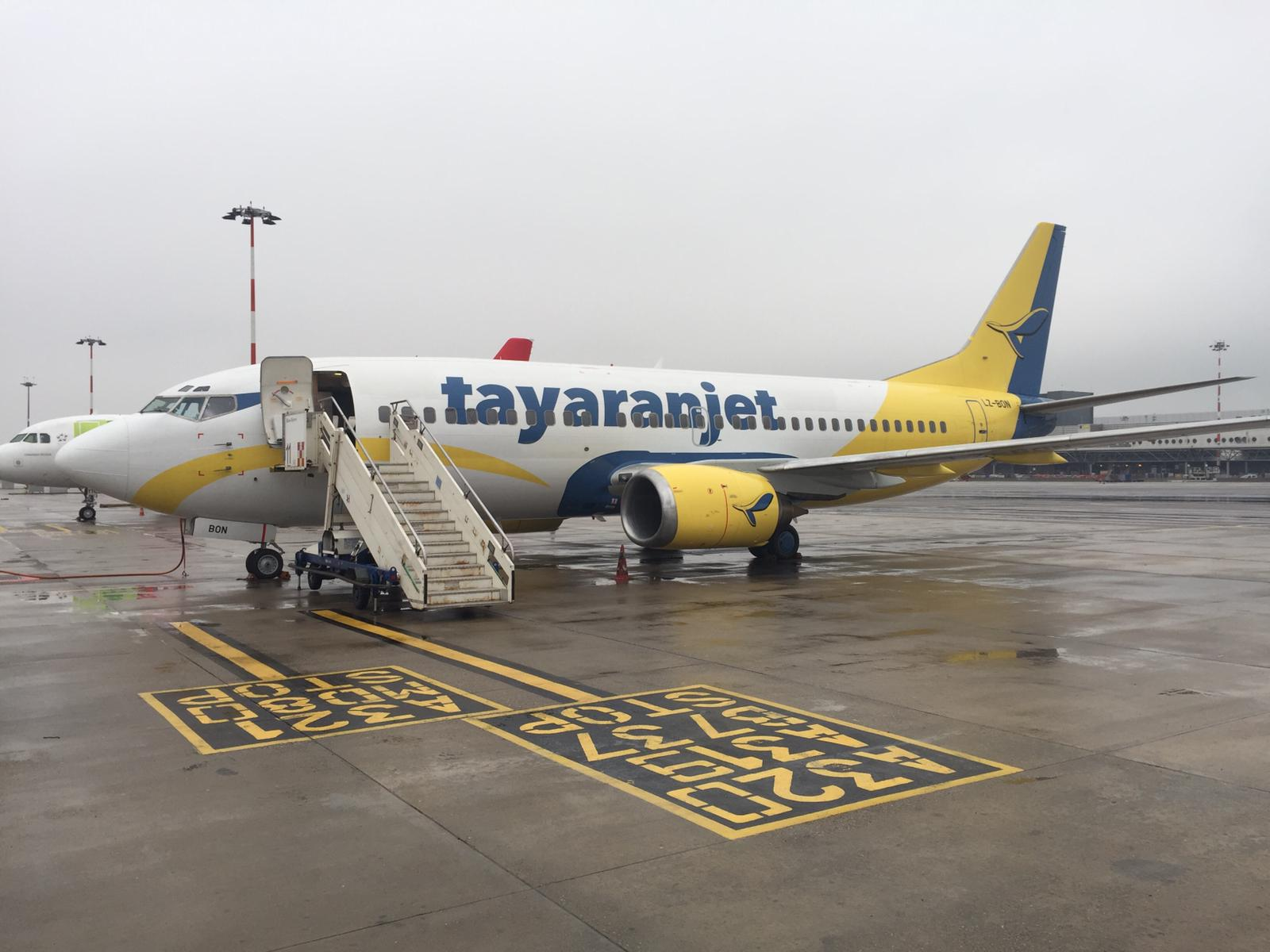
Boeing 737-300 de Tayaran Jet

## Histoire
Tayaran Jet est une compagnie créée en 2017 par un groupe d'investisseurs italiens. À ses débuts, la compagnie effectuait des services d'affrètements avec équipage (ACMI) notamment pour des compagnies italiennes telles qu'Ernest Airlines ou encore Air Italy. Le 24 juillet 2018, Tayaran Jet effectue le premier vol pour le compte d'Ernest Airlines. Le 26 novembre, la compagnie effectue son premier vol pour Ernest Airlines avec cette fois un avion avec équipage basé à Tirana en Albanie. L'avion et l'équipage sera basé à Tirana jusqu'en janvier 2019.
Le 15 juillet 2020, elle annonce proposer des nouveaux services low-cost en Italie. La compagnie prévoit pour cela de baser deux avions à Catane en Sicile avec deux vols quotidiens vers Rome et un vol vers Bologne. Un service sera déployé entre Catane et Sofia en Bulgarie deux fois par semaine. Des vols sont également ajoutés vers Palerme et Comiso,.

Elle possède une flotte de 3 Boeing 737-300. Le premier a été reçu en mai 2018 et les deux autres respectivement en juillet et novembre 2019.

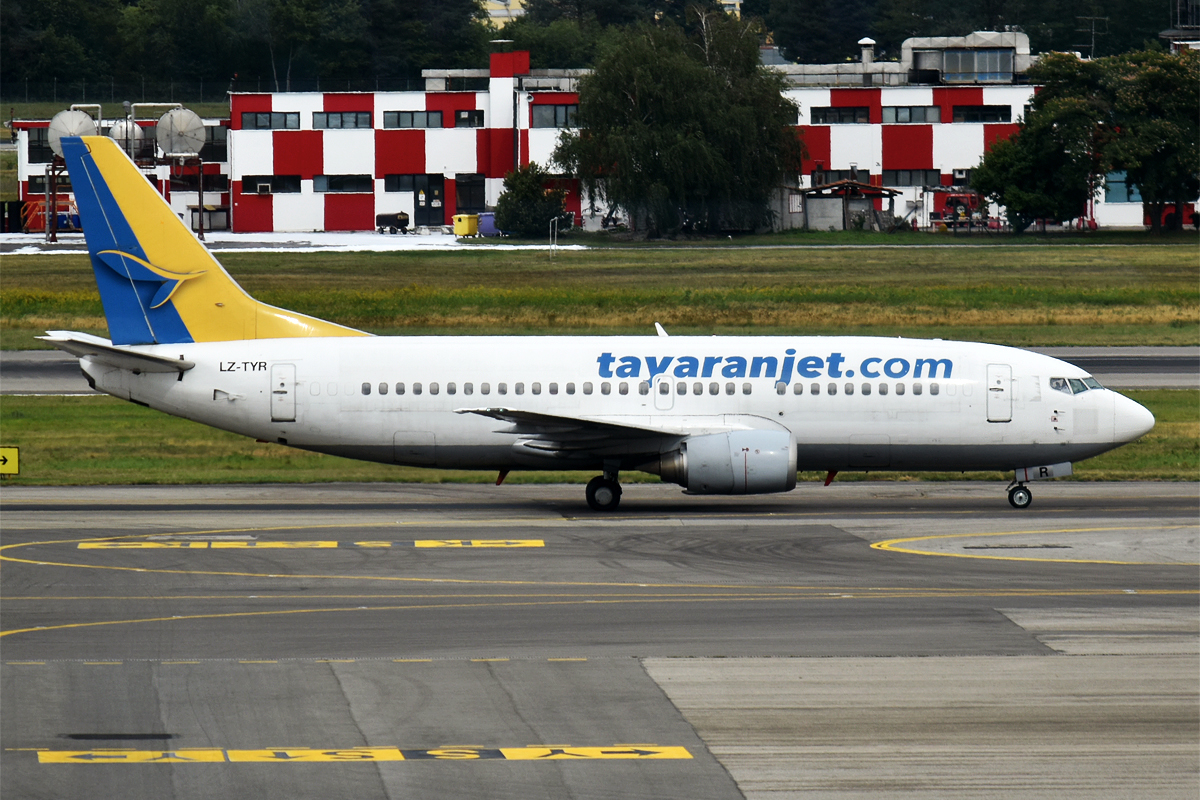
Le troisième Boeing 737 de Tayaran Jet

## Flotte
En décembre 2020, la compagnie assure ses vols avec la flotte d'avions suivante :
1. ↑  (en) Bruce Drum, « Tayaran Jet opens a base in Tirana for the Christmas holiday season », sur World Airline News, 11 décembre 2018 (consulté le 3 décembre 2020)
2. ↑  (en) Bruce Drum, « Tayaran Jet to go to the low-cost model », sur World Airline News, 29 juin 2020 (consulté le 3 décembre 2020)
3. ↑  (en) « Tayaran Jet | Hahn Air Lines », sur www.hahnair.com (consulté le 3 décembre 2020)
4. ↑  « Tayaran Jet Fleet Details and History », sur www.planespotters.net (consulté le 3 décembre 2020)